# Лібрація

Лібрація Місяця, завдяки якій із Землі може спостерігатися 59% поверхні супутника.

Лібрація (від лат. libra — баланс або ваги, лат. libro — розгойдую) — повільне коливання одного астрономічного об'єкта щодо іншого, навколо якого він обертається. Термін вживається також щодо циклічних коливань довжини орбіти і деяких інших елементів орбіт через взаємні резонанси небесних тіл (наприклад у кількох великих супутників Сатурна). 
Розрізняють оптичну та фізичну лібрацію. Оптична або геометрична лібрація пов'язана з тією чи іншою зміною положення спостерігача і самого об'єкта, у той час як фізична спричинена збуреннями під дією припливних сил в орбіті чи обертанні астрономічного об'єкту.

## Лібрація Місяця
Термін Лібрація найчастіше використовується при спостереженні руху Місяця щодо Землі. Попри те, що внаслідок дії припливних сил Місяць завжди повернений до Землі однією стороною, внаслідок лібрації з поверхні планети можна спостерігати 59% площі супутника. Лібрацію Місяця у 1637 році відкрив Галілео Галілей і водночас це явище дослідив Ян Гевелій.
Щодо земного супутника розрізняють оптичну та фізичну лібрацію. 

### Оптична лібрація Місяця
Оптична або геометрична лібрація має три підвиди: 
1. Лібрація за довготою.
2. Лібрація за широтою.
3. Лібрація за паралаксом.

#### Лібрація задовготою

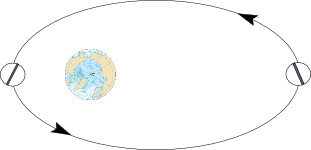
Лібрація за довготою.

Лібрація за довготою зумовлена рухом Місяця еліптичною орбітою, внаслідок чого відбувається прискорення або сповільнення руху Місяця навколо Землі, у той час як добовий рух навколо власної осі відбувається практично рівномірно. Лібрація за довготою для нашого супутника є найбільшою та сягає ±7°54'.
За умови круглої орбіти лібрація за довготою дорівнюватиме 0.

#### Лібрація заширотою

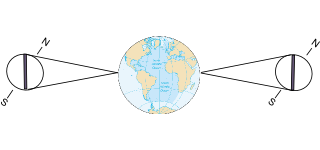
Лібрація за широтою.

Лібрація за широтою виникає через кут нахилу осі обертання Місяця у 1.5° щодо площини його орбіти. Внаслідок чого для земних спостерігачів відкриваються в більшій мірі почергово, то південний, то північний полюси супутника. Лібрація за широтою для Місяця досягає ±6°50'.
Аналогічний кут нахилу осі у Землі щодо своєї орбіти призводить до зміни пір року. Лібрація за широтою відсутня за умови, що вісь обертання об'єкту строго перпендикулярна відносно площини його орбіти.

#### Лібрація запаралаксом

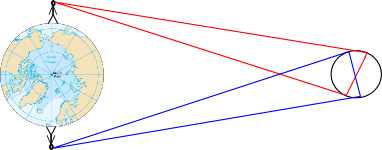
Лібрація за паралаксом.

Лібрація за паралаксом або добова лібрація спричинена обертанням Землі навколо своєї осі, а також значним земним діаметром, завдяки цьому спостерігачі у протилежних кутках планети або у різні години бачать Місяць під різними кутами.
Добова лібрація Місяця найменша і становить ±57'.
Лібрація за паралаксом зменшується при зростанні відстані.

### Фізична лібрація Місяця
Систему Земля — Місяць іноді навіть називають подвійною планетою через відносно незначну різницю у масі (1/81), рознесені вони лише на 30 земних діаметрів. Внаслідок зіставності мас і Земля і Місяць зазнають значних взаємних припливних сил, що збурюють їх орбітальний рух. Власне через припливні сили Місяць розвернений до Землі майже одним і тим же боком, проте вони ж призводять до того, що супутник іноді незначно (близько на дві кутові секунди) повертається трохи більше одним чи іншим боком, для Землі цей ефект ще менший.
Зі зростанням відстані між тілами і зменшенням їх діаметрів припливні збурення зменшуються. Розмірами тіла при значних відстанях в більшій мірі можна знехтувати та сприймати за точки.